# Ângelo Agostinho
Ângelo Agostinho Mazzinghi (Florença, antes de 1386 – Florença, 1438) foi um religioso carmelita italiano.

## Vida e obras
Foi o primeiro noviço da Ordem do Carmo. Várias vezes prior em conventos de sua ordem, distinguiu-se pela pregação da palavra de Deus.
Em 1752, os bolandistas fizeram uma publicação afirmando que não se podia provar suficientemente sua santidade nem o seu culto. Mas foi feito um processo diocesano de reconhecimento de culto em 1758. O decreto de confirmação foi dado em 7 de março de 1761.